# Olympique Club de Khouribga
L'Olympique Club de Khouribga (in arabo أولمبيك خريبكة), abbreviato OCK, è una società calcistica marocchina di Khouribga, fondata il 13 Giugno 1923. Milita nella Botola 2, la seconda serie del campionato marocchino di calcio.
Gioca le partite casalinghe allo stadio del Complesso sportivo del Fosfato dyal Lbouhmi (11 000 posti).

## Palmarès

### Competizioni nazionali
- Campionato marocchino: 2

2006-2007 , 1988-1989
- Coppa del Marocco: 2

2005-2006, 2014-2015
- Campionato marocchino di seconda divisione: 2

1956-1957, 2020-2021

### Competizioni internazionali
- Coppa delle Coppe araba: 1

1996

### Altri piazzamenti
- Campionato marocchino:

Secondo posto: 1983-1984, 1995-1996, 2014-2015
Terzo posto: 1988-1989, 1998-1999, 2005-2006
- Coppa del Marocco:

Semifinalista: 1989-1990, 1992-1993, 1997-1998, 2007-2008
- Supercoppa araba:

Finalista: 1997